# Jean-Évangéliste Bernadotte
Pour les articles homonymes, voir Bernadotte.
Jean-Évangéliste Bernadotte, baron Bernadotte, né le 15 décembre 1754 à Pau et mort le 8 août 1813 ibidem, est le frère aîné du maréchal Bernadotte, devenu roi de Suède et de Norvège sous le nom de Charles XIV Jean.

## Biographie
Jean-Évangéliste est le fils aîné de Henri Bernadotte (1711-1780), procureur palois, et de Jeanne de Saint-Jean (originaire de Boeil-Bezing). Il fut contrôleur des Eaux et Forêts, membre du collège électoral des Basses-Pyrénées, 1er baron Bernadotte et de l’Empire (1810) et chevalier de la Légion d’honneur.
Les deux frères Bernadotte étant prénommés à l'identique Jean, on les distingua par leur saint patron, Jean l’Évangéliste et Jean le Baptiste.

## Distinctions
- Chevalier de la Légion d'honneur par décret du 14 mars 1807[2].

## Héraldique
| Figure | Blasonnement |
| ------ | --- |
|        | Baron Jean-Évangéliste Bernadotte et de l'Empire, lettres patentes du 18 août 1810. Chevalier de la Légion d’honneur Coupé : au 1er, parti d'or à une épée d'azur, en fasce, la pointe à dextre et des barons membres du collège électoral ; au 2e, d'azur à un bouclier ovale d'or posé en barre et à un sabre d'or dans son fourreau de sable, avec deux viroles et la bouterolle d'or, brochant en bande sur le bouclier. |